# Dasiops longulus
Dasiops longulus är en tvåvingeart som beskrevs av Allen L.Norrbom och Mcalpine 1997. Dasiops longulus ingår i släktet Dasiops och familjen stjärtflugor. Inga underarter finns listade i Catalogue of Life.